# Musée arménien de France
Le musée arménien de France est un musée situé à Paris, en France et consacré à l'histoire et à la culture arménienne.
Retraçant 3 000 ans d'histoire de l'Arménie, il regroupe près de 1 200 œuvres, dont certaines furent exposées au musée du Louvre.

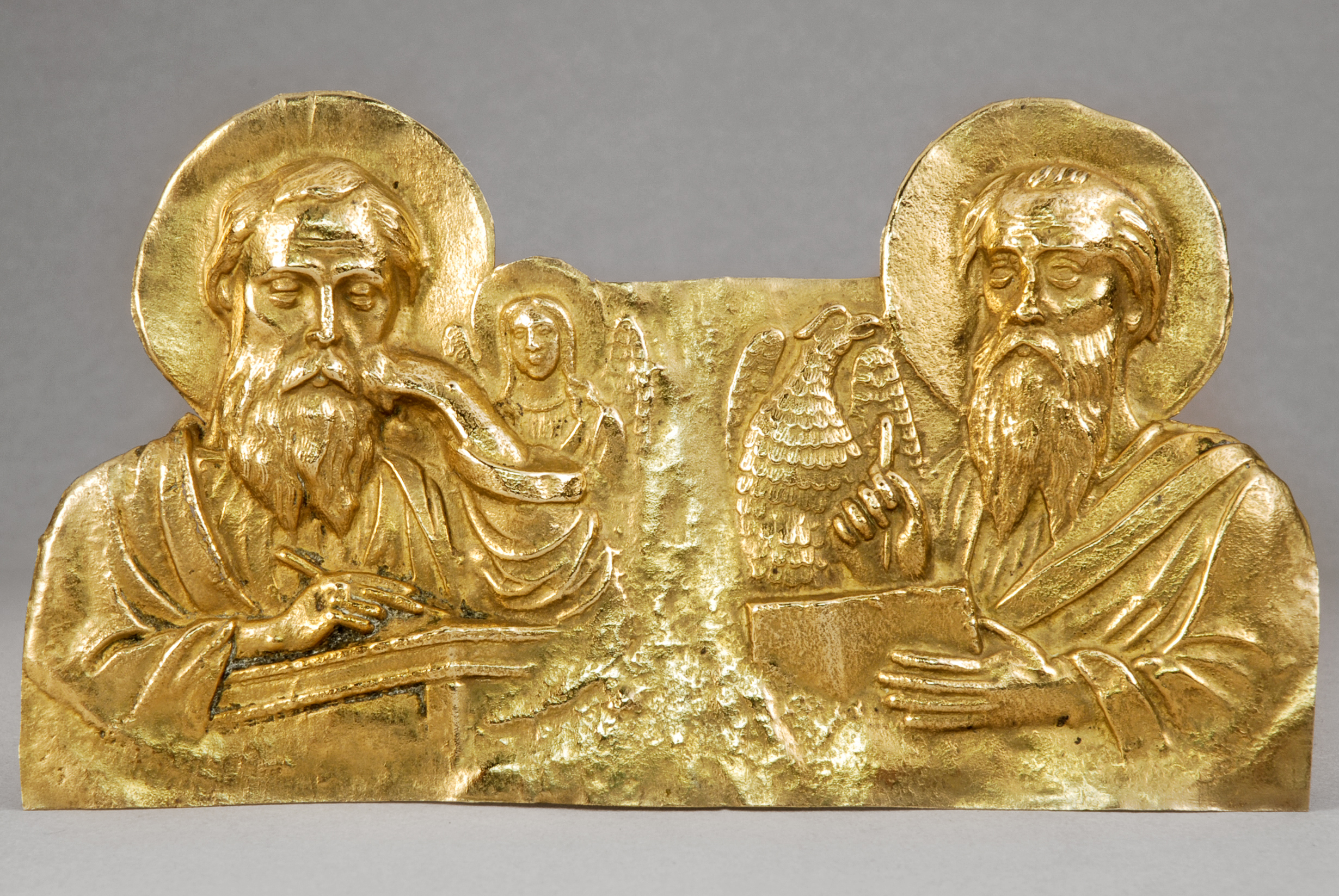
Reliure d’Évangile, XIXe siècle. Collections Musée arménien de France.

## Historique
Créé en 1949 par Nourhan Fringhian pour conserver la mémoire et la richesse culturelle d'un peuple en diaspora, le musée arménien de France est créé le 24 avril 1953, par arrêté ministériel, au 59 avenue Foch à Paris, dans un immeuble appartenant à l’État qui accueille déjà le musée d'Ennery.
Le 9 octobre 1953, il est inauguré en présence de Vincent Auriol, président de la République française, de Georges Bidault, ministre des Affaires étrangères, ainsi que de Léon Martinaud-Déplat, ministre de l'Intérieur.
En 1978, par décret ministériel, les collections du musée arménien de France sont reconnues d’utilité publique et rendues inaliénables au profit de l'État.
Dans les années 1980, le musée est notamment animé par Bared Pamboukdjian, amateur d'art et collectionneur, né à Constantinople.
Depuis 1995, le musée est contraint de suspendre son ouverture au public pour défaut de mise aux normes de l'immeuble qui l'abrite. Le musée continue toutefois d'exister au travers de travaux scientifiques, de publications, et d'expositions hors de ses murs.
En 2007, lors de l'année de l'Arménie en France, sur intervention du président de la République Jacques Chirac, le musée arménien de France est exceptionnellement autorisé à ouvrir au public pour une exposition temporaire.
En 2012, le ministère de la Culture retire l'accès du musée arménien de France à ses espaces d'exposition, situés au rez-de-chaussée du musée d'Ennery.
Une procédure judiciaire est en cours depuis avril 2014 afin que le musée puisse de nouveau avoir accès à ses salles.
En 2023, il est envisagé de transférer les collections du musée arménien au Louvre, afin d'intégrer le futur département consacré aux chrétiens d'Orient.

## Présentation
Il réunit des collections d'archéologie (royaume d'Urartu), d'art sacré (manuscrits, reliures d'Évangile, ostensoir, collier épiscopal…) et d'art profane (objets de la vie domestique), ainsi que des collections de peinture (Ivan Aïvazovski, Edgar Chahine, Jansem) et de sculpture.
Ces œuvres font de cette collection d'art arménien la plus importante en Europe avec celle de la congrégation des pères mékhitaristes située dans la lagune de Venise, sur l'île de San Lazzaro degli Armeni.
Bien qu'inaccessible, la collection du musée arménien de France, qui réunit plusieurs œuvres exceptionnelles, dont certaines furent prêtées au musée du Louvre et au musée national de la Marine lors de l'année de l'Arménie en France en 2007, reste visible sur le site Internet du musée.